# نيكولا بيلومو
نيكولا بيلومو (بالإيطالية: Nicola Bellomo) (15 فبراير 1991 بباري في إيطاليا - ) هو لاعب كرة قدم إيطالي في مركز الوسط. شارك مع منتخب إيطاليا تحت 19 سنة لكرة القدم ومنتخب إيطاليا تحت 20 سنة لكرة القدم ومنتخب إيطاليا تحت 21 سنة لكرة القدم ومنتخب إيطاليا لكرة القدم للدرجة الثانية ‏. أما مع النوادي، فقد لعب مع كييفو فيرونا ونادي أسكولي ونادي باري ونادي تورينو ونادي سبيزيا ونادي فيتشينزا ونادي لوكيزي وASD Barletta 1922 ‏.

## وصلات خارجية
- نيكولا بيلومو على موقع قاعدة بيانات كرة القدم.إي يو (الإنجليزية)
- نيكولا بيلومو على موقع Soccerway.com (الإنجليزية)
- نيكولا بيلومو على موقع عالم كرة القدم.نت (الإنجليزية)
- نيكولا بيلومو على موقع AS.com (الإسبانية)